# James White (koszykarz)
James William White IV (ur. 21 października 1982 w Washingtonie) – amerykański koszykarz, występujący na pozycjach rzucającego obrońcy lub niskiego skrzydłowego, mistrz NBA z 2007 roku. Od 2023 Trener do spraw rozwoju zawodników w Minnesota Timberwolves.
W 2001 wystąpił w meczu gwiazd amerykańskich szkół średnich – McDonald’s All-American.
Podczas studiów oprócz koszykówki trenował również lekkoatletykę, a konkretnie skok w dal oraz trójskok. W obu konkurencjach lekkoatletycznych dotarł do turnieju regionalnego NCAA w 2004.
Do NBA został wybrany w drafcie 2006 roku z numerem 31 przez Portland Trail Blazers. Wkrótce po wyborze został oddany do klubu Pacers, w zamian za prawa do numer 45 (Alexander Johnson) tego samego draftu oraz wybory drugich rund draftów 2007 i 2008. W trakcie ośmiu przedsezonowych spotkań notował średnio 3,8 punktu oraz 2 zbiórki w trakcie 17,5 minut spędzanych na parkiecie. Został zwolniony 31 października 2006 roku, jednak trener Rick Carlisle podkreślał, iż była to najtrudniejsze decyzja w jego karierze.
3 listopada 2006 podpisał dwuletni kontrakt z San Antonio Spurs. Niecałe dwa tygodnie później został oddelegowany to D-League, gdzie zasilił szeregi zespołu Austin Toros. 26 grudnia powrócił do Spurs, niestety na zaledwie 3 dni, po czym powrócił do Austin. Trener Gregg Popovich motywował swoją decyzję brakiem czasu gry w pełnym weteranów zespole. Po rozegraniu 15 spotkań w barwach Toros, podczas których notował średnio 16,3 punktu, 4zbiórki, 3,1 asysty i 1,67 przechwytu, powrócił do San Antonio. Swój debiut w NBA zaliczył dopiero 26 marca, w spotkaniu z Golden State Warriors, uzyskując 9 punktów i 3 zbiórki w trakcie 14 minut. Generalnie podczas całych rozgrywek wystąpił w zaledwie 6 spotkaniach, uzyskując 8,3 punktu i 3,3 zbiórki. W play-off nie pojawił się ani razu, jednak mimo to otrzymał pierścień mistrzowski.
Kolejnym etapem jego kariery był wyjazd do Europy, a konkretnie do Turcji, gdzie zasilił szeregi Fenerbahçe Ülker. Po dość udanym sezonie powrócił do Stanów, aby ponownie spróbować swoich sił w NBA. Rozgrywki zaczął od D-League i zespołu Anaheim Arsenal, a zakończył w Houston Rockets. Po tym epizodzie opuścił kraj po raz kolejny, tym razem na nieco dłużej, zaliczając udane występy w Rosji oraz we Włoszech.
Do Stanów powrócił w 2012 roku. 12 lipca podpisał dwuletnią umowę z New York Knicks za minimum dla weterana. W trakcie rozgrywek ligi letniej w Las Vegas notował w barwach Knicks 6,3 punktu, 4,3 zbiórki i 3,3 asysty. 18 grudnia został wysłany po raz pierwszy do zespołu NBA D-League – Erie BayHawks. W trakcie całego sezonu miało to miejsce kilkukrotnie.
13 września 2013 związał się kontraktem z włoskim klubem – Grissin Bon Reggio Emilia. W lidze włoskiej notował średnio 17,1 punktu oraz 5 zbiórek. Pomógł też swojej drużynie w zdobyciu pucharu EuroChallenge, uzyskując 15,8 punktu, 4 zbiórki oraz 2,6 asysty.
Jest pierwszym i jednym z zaledwie dwóch ludzi w historii, którzy wykonali wsad pod nogą z linii rzutów osobistych. Pierwszy tego typu wsad wykonał w 2005, podczas konkursu wsadów zorganizowanego na uczelni Cincinnati. Również jako jedyny w historii był zdolny powtórzyć ten wyczyn kilkukrotnie, wygrywając całkiem pokaźną liczbę konkursów wsadów w różnych krajach, głównie dzięki wcześniej wspomnianemu wsadowi oraz innym wariacjom wsadów z linii rzutów wolnych, takim jak: windmill (potocznie w koszykarskim języku środowiskowym młynek, wiatrak, korba) czy windmill oburącz.
Będąc jeszcze w szkole średniej wziął udział w konkursie wsadów McDonald’s High School Slam Dunk Contest 2001. Pokazywał w nim niesamowite w tamtym czasie ewolucje, bardzo trudne technicznie, aczkolwiek nieudane próby spowodowały, iż przegrał w finale z Davidem Lee. W 2006 roku przegrał w podobny sposób finał NCAA Slam Dunk Contest z Davidem Noelem.
W kolejnych latach triumfował 5-krotnie w konkursach wsadów w aż czterech różnych krajach, udowadniając, że jest jednym z najlepszych dunkerów w historii. Nie wyszedł mu natomiast najważniejszy konkurs – NBA, w 2013, z powodu kilku nieudanych prób.
14 września 2014 podpisał roczną umowę z Uniksem Kazań.

## Osiągnięcia
College
- Wybrany do składu Honorable Mention All-Big East (2006)[15]
- Finalista konkursu wsadów NCAA (2006)

Drużynowe
- Mistrz:
  -  NBA (2007)[1]
  - EuroChallenge (2014)[16]
  - Turcji (2008)[17]
  - Chorwacji (2016)
  - Iranu (2017)
- 3. miejsce w Eurocup (2015)
- 4. miejsce w Lidze Adriatyckiej (2016)
- Zdobywca pucharu:
  - Chorwacji (2016)
  - Prezydenta Turcji (2008)

Indywidualne
- Uczestnik meczu gwiazd:
  - ligi włoskiej (2011, 2012, 2014)[17]
  - NBA D-League (2009)[15]
  - ligi rosyjskiej (2010)
- Zaliczony do II składu D-League (2009)[15]
- Zwycięzca konkursów wsadów ligi:
  - tureckiej – Beko All-Star Slam Dunk Contest (2008)[18]
  - NBA D-League (2009)[15]
  - rosyjskiej (2010)[15]
  - włoskiej (2011, 2012)[15]
- Uczestnik konkursu wsadów NBA (2013)[19]
- Lider strzelców ligi włoskiej (2011)